# John Ridley
Pour les articles homonymes, voir Ridley.
John Ridley est un romancier, scénariste et réalisateur américain, né en octobre 1965 à Milwaukee au Wisconsin.

### Romans
- Ici commence l'enfer (Stray Dogs, 1997)
- L'amour est une arnaque (Love is a Racket, 1998)
- Tout le monde grille en enfer (Everybody Smokes in Hell, 1999)
- A Conversation with the Mann (2002)
- The Drift (2002)
- Those Who Walk in Darkness (2003)
- What Fire Cannot Burn (2006)

### Romans graphiques
- The Authority : Humains Malgré Tout (The Authority: Human on the Inside, 2004)
- The American Way (2006)

## Filmographie

### Scénariste
- U-Turn (1997)
- Froid comme la vengeance (Cold Around the Heart, 1997)
- Les Rois du désert (Three Kings, 1999)
- Undercover Brother : Un agent très secret (Undercover Brother, 2003)
- Red Tails (2010)
- 12 Years a Slave (2013)
- Jimi: All Is by My Side (2013)
- American Crime (depuis 2015 en tant que créateur, scénariste et réalisateur)
- 2016 : Ben-Hur de Timur Bekmambetov (avec Keith R. Clarke)
- Needle in a Timestack (2021)

### Réalisateur
- Cold Around the Heart (1997)
- Jimi: All Is by My Side (2013)
- Needle in a Timestack (2021)
- Five Days at Memorial (2022)
- Shirley (2024)

## Récompenses
- 12 Years a Slave
  - Washington D.C. Area Film Critics Association Awards 2013 : Meilleur scénario adapté
  - St. Louis Film Critics Association Awards 2013 : Meilleur scénario adapté
  - Africain-American Film Critics Association Awards 2013 : Meilleur scénario
  - Austin Film Critics Association Awards 2013 : Meilleur scénario
  - Chicago Film Critics Association Awards 2013 : Meilleur scénario adapté
  - Dallas-Fort Worth Film Critics Association Awards 2013 : Meilleur scénario adapté
  - San Francisco Film Critics Circle Awards 2013 : Meilleur scénario adapté
  - Black Film Critics Circle Awards 2013 : Meilleur scénario adapté
  - EDA Awards 2013 : Meilleur scénario adapté
  - Florida Film Critics Circle Awards 2013 : Meilleur scénario adapté
  - Houston Film Critics Society Awards 2013 : Meilleur scénario adapté
  - Kansas City Film Critics Circle Awards 2013 : Meilleur scénario adapté
  - Online Film Critics Society Awards 2013 : Meilleur scénario adapté
  - Phoenix Film Critics Society Awards 2013 : Meilleur scénario adapté
  - Southeastern Film Critics Association Awards 2013 : Meilleur scénario adapté
  - Oklahoma Film Critics Circle Awards 2014 : Meilleur scénario adapté
  - Critics' Choice Movie Awards 2014 : Meilleur scénario adapté
  - Oscars du cinéma 2014 : Meilleur scénario adapté
  - Independent Spirit Awards 2014 : Meilleur scénario